# Vela nos Jogos Pan-Americanos de 2007
A vela nos Jogos Pan-Americanos de 2007 foi realizada na Marina da Glória entre 22 e 28 de julho. Foram disputadas nove classes, sendo duas masculinas, duas femininas e cinco mistas.

## Países participantes
Dezenove países participaram dos eventos de vela no Pan 2007 com 84 barcos e 138 velejadores:
| - ARG Argentina (13) - BAH Bahamas (3) - BER Bermudas (5) - BRA Brasil (16) - CAN Canadá (16) - CHI Chile (11) - COL Colômbia (7) - CUB Cuba (5) - DOM República Dominicana (2) - ECU Equador (4) | - GUA Guatemala (3) - ISV Ilhas Virgens Americanas (6) - MEX México (7) - PAR Paraguai (2) - PER Peru (7) - PUR Porto Rico (2) - URU Uruguai (7) - USA Estados Unidos (16) - VEN Venezuela (6) |

## Medalhistas
| Evento                  | Ouro                                                                       | Prata                                                                                    | Bronze                                                       |
| ----------------------- | -------------------------------------------------------------------------- | ---------------------------------------------------------------------------------------- | ------------------------------------------------------------ |
| RS:X masculino detalhes | Ricardo Winicki BRA Brasil                                                 | Mariano Reutemann ARG Argentina                                                          | David Mier y Teran MEX México                                |
| RS:X feminino detalhes  | Dominique Vallée CAN Canadá                                                | Patrícia Castro BRA Brasil                                                               | Florencia Gutiérrez ARG Argentina                            |
| Laser Radial detalhes   | Paige Railey USA Estados Unidos                                            | Tania Elias Calles MEX México                                                            | Adriana Kostiw BRA Brasil                                    |
| Laser detalhes          | Andrew Campbell USA Estados Unidos                                         | Robert Scheidt BRA Brasil                                                                | Julio Alsogaray ARG Argentina                                |
| Sunfish detalhes        | Eduardo Cordeiro VEN Venezuela                                             | Alexander Zimmermann PER Peru                                                            | Paul Foerster USA Estados Unidos                             |
| Snipe detalhes          | Pedro Amaral Alexandre Paradeda BRA Brasil                                 | Pablo Defazio Eduardo Medici URU Uruguai                                                 | Andrés Akle Carranza Jorge Xavier Murrieta MEX México        |
| Hobie Cat 16 detalhes   | Juan Ignacio Maegli Cristina Guirola GUA Guatemala                         | Gonzalo Cendra Yamil Saba VEN Venezuela                                                  | Enrique Figueroa Carla Malatrasi PUR Porto Rico              |
| Lightning detalhes      | Alberto González Diego González Cristian Herman CHI Chile                  | Bill Faude David Starck Jody Starck USA Estados Unidos                                   | Cláudio Biekarck Gunnar Ficker Marcelo Silva BRA Brasil      |
| J24 detalhes            | Maurício Oliveira Carlos Jordão Alexandre Silva Daniel Santiago BRA Brasil | Alejo Rigoni Sebastián Peri Brusa Joaquín Duarte Argerich Gustavo González ARG Argentina | Rossi Milev Mike Wolfs Mark Goodyear Erwyn Naidoo CAN Canadá |

## Quadro de medalhas
| Ordem | País               | Medalha de ouro | Medalha de prata | Medalha de bronze |    |
| ----- | ------------------ | --------------- | ---------------- | ----------------- | -- |
| 1     | BRA Brasil         | 3               | 2                | 2                 | 7  |
| 2     | USA Estados Unidos | 2               | 1                | 1                 | 4  |
| 3     | VEN Venezuela      | 1               | 1                |                   | 2  |
| 4     | CAN Canadá         | 1               |                  | 1                 | 2  |
| 5     | CHI Chile          | 1               |                  |                   | 1  |
| 5     | GUA Guatemala      | 1               |                  |                   | 1  |
| 7     | ARG Argentina      |                 | 2                | 2                 | 4  |
| 8     | MEX México         |                 | 1                | 2                 | 3  |
| 9     | PER Peru           |                 | 1                |                   | 1  |
| 9     | URU Uruguai        |                 | 1                |                   | 1  |
| 11    | PUR Porto Rico     |                 |                  | 1                 | 1  |
| TOTAL | TOTAL              | 9               | 9                | 9                 | 27 |